# Agrilus curvicollis
Agrilus curvicollis es una especie de insecto del género Agrilus, familia Buprestidae, orden Coleoptera.
Fue descrita científicamente por Moore, 1986.